# Herfsttij der Middeleeuwen

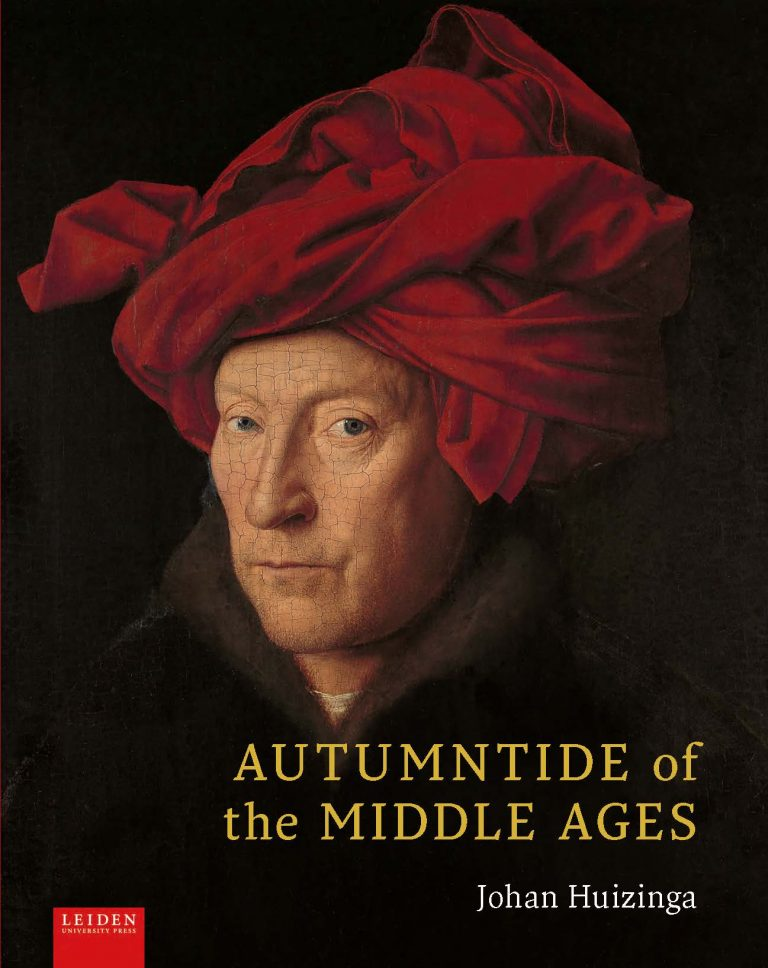
Engelstalige omslag van de editie van Herfsttij der Middeleeuwen uit 2020

Herfsttij der Middeleeuwen is het bekendste werk van de historicus Johan Huizinga uit 1919. De ondertitel luidt Studie over levens- en gedachtenvormen der veertiende en vijftiende eeuw in Frankrijk en de Nederlanden.

## Inhoud
In het werk presenteert Huizinga het idee dat de overdreven formaliteit en romantiek van het laatmiddeleeuwse hofleven een verdedigingsmechanisme was tegen de toenemende verruwing van de maatschappij. Huizinga heeft wel als kritiek gehad dat hij in zijn presentatie te veel uitging van de bijzondere praktijken aan het Bourgondische hof.
Huizinga gebruikte voor Herfsttij kronieken en literatuur als bronnen en bewust geen archiefstukken. Zijn boek is, meer dan een kunsthistorische studie, een proeve van cultuur- en mentaliteitsgeschiedenis. Het is geschreven in de stijl van de literaire beweging der Tachtigers. Huizinga tracht in dit boek een beeld op te roepen van een tijdvak, in navolging van de door hem zeer bewonderde Zwitserse historicus Jacob Burckhardt.

## Receptie en vertalingen
"Herfsttij" werd niet door alle historici heel goed ontvangen. Zo deed de Utrechtse medievist Otto Oppermann het werk af als "die detective van Huizinga". De kritieken in de pers waren echter lovend en de drukken volgden elkaar op. In 1920 ontving Huizinga voor Herfsttij de D.A. Thiemeprijs.
De studie verscheen in 1924 in het Duits (vertaling door Jolles Mönckeberg) en in het Engels (vertaling van de tweede editie), in het Zweeds (1927), het Spaans (1930), het Frans (1932, door Julia Bastin), het Hongaars (1937), het Italiaans (1940), het Fins (1951) en het Russisch (1988). Vijftig jaar na de eerste Nederlandstalige uitgave verscheen in 1969 reeds de elfde editie te Haarlem (H.D. Tjeenk Willink en zoon N.V.) met een inleidend essay door F. Hugenholtz, die schrijft dat nergens de belangstelling voor het werk zo groot was als in Bazel. Daar zat op Burckhardts leerstoel Werner Kaegi, die een grote bewonderaar was van Huizinga en als een van de beste Huizinga-kenners kan worden beschouwd.
In 2020 verscheen een nieuwe Engelse vertaling van Diane Webb. Volgens Benjamin Kaplan legt deze vertaling de originele stem van Huizinga het beste vast, beter dan de vorige twee Engelse vertalingen deden.

## Illustraties

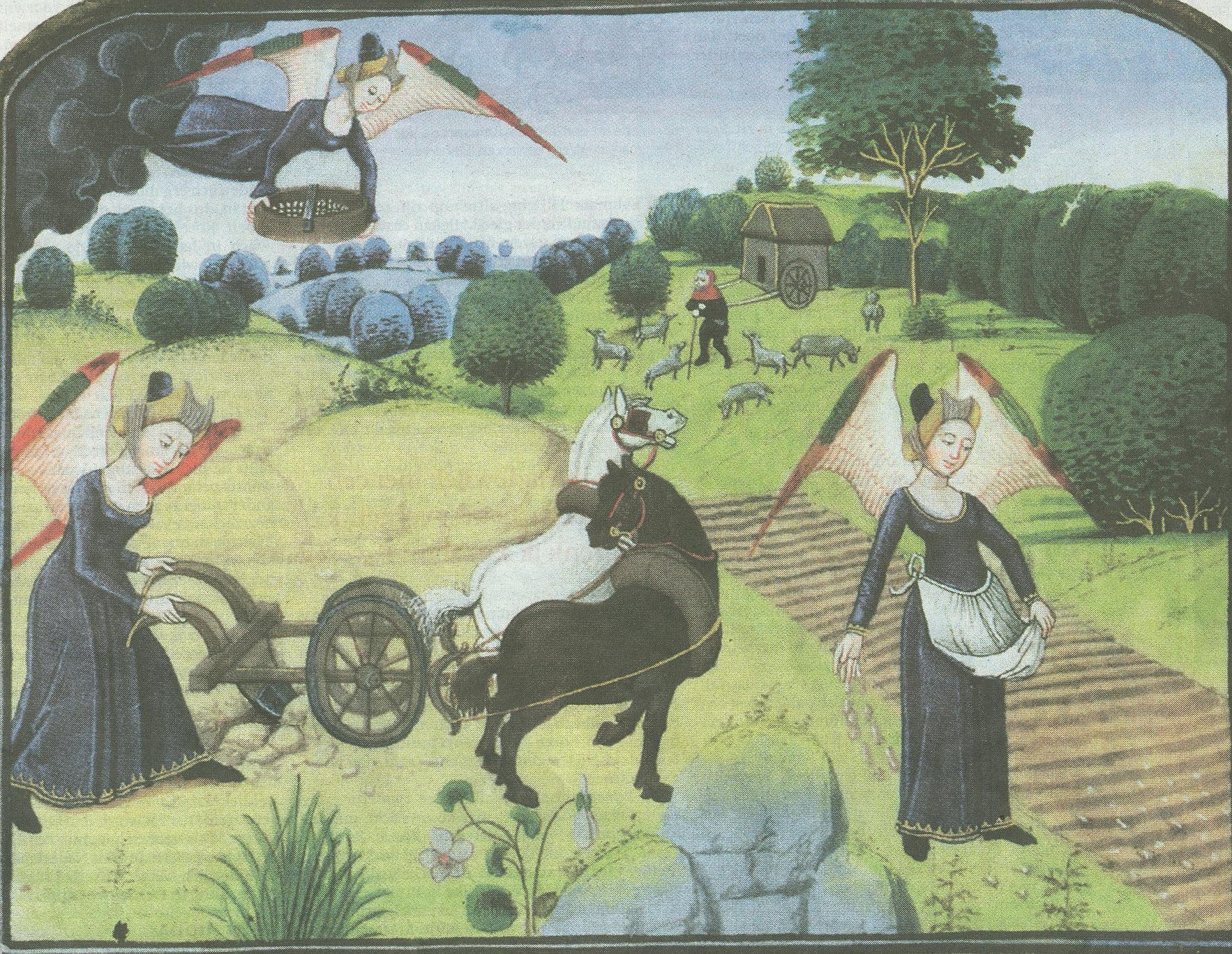
Jean Miélot: Herder met schapen en landbouw bedrijvende engelen, Herfsttij der Middeleeuwen

De eerste en tweede druk verschenen zonder illustraties. In de derde druk werden, op aandringen van de Duitse vertaler, veertien illustraties opgenomen. In de vierde druk waren het er twintig en de jubileumuitgave van 1969 is nog ruimer geïllustreerd. De 21e editie in 1997 verscheen echter met bijna driehonderd illustraties, waarmee de lezer op vele plaatsen zelf ook kon zien waar Huizinga over schreef.

## Trivia
- In Love Story, zowel in het boek als in de film naar het verhaal van Erich Segal, zoekt Harvard-student Oliver in de bibliotheek van Radcliffe een exemplaar van The Waning of the Middle Ages en leert zo Jenny kennen.